# Kłodzino (Rąbino)
Kłodzino (deutscher Name: Klötzin) ist ein Dorf in der polnischen Woiwodschaft Westpommern. Es liegt 12 Kilometer nördlich von Świdwin (Schivelbein) im  Powiat Świdwiński und ist Teil der Landgemeinde (Gmina) Rąbino.

## Geschichte
Es war im Jahr 1370, als Markgraf Otto der Ehefrau von Johann von Wedels von Schivelbein das Dorf Klötzin als Leibgedinge vermacht. 100 Jahre später – 1479 – wird der Ort in kriegerischen Auseinandersetzungen zwischen Brandenburg und Pommern eingeäschert. 1540 übernimmt der Johanniterorden mit dem fürstlichen Amt Schivelbein auch Klötzin, das 1602 an Junker Henning Reich, 20 Jahre später an Lorenz von Wachholz geht, dessen Erben es 1654 vermutlich verkaufen.
Im 18. und 19. Jahrhundert verlief die Pferdepostlinie Schivelbein–Körlin (heute polnisch: Karlino) durch Klötzin. 1843 lebten in dem Dorf und dem dazugehörenden Rittergutsort Dolgenow (Dołganów) 205 Menschen.
Im Jahre 1928 war Max Ponath Besitzer des Rittergutes (856 ha). Klötzin lag im Nordostzipfel des Landkreises Schivelbein, der ab 1932 in den Landkreis Belgard (Persante) integriert wurde. Eingebettet in den Höhenzug des Pommerschen Landrückens mit dem nahe gelegenen Klorberg (Kłorowka) mit 177 Metern ü. NN. war es fernab aller Durchgangsstraßen ein landschaftliches Kleinod. Bahnstation war das 4 Kilometer entfernte Nelep (Nielep) an der Reichsbahnstrecke Berlin–Stettin–Köslin–Danzig–Königsberg.
Bis 1945 gehörte die Gemeinde Klötzin (der letzte deutsche Bürgermeister Albert Klander war 40 Jahre im Amt) zum Amtsbezirk Kreitzig (Krzecko). Dort war auch das Standesamt, während das zuständige Amtsgericht seinen Standort in Schivelbein hatte. Am 4. März 1945 marschierte die Rote Armee in Klötzin ein. Infolge des Krieges kam der Ort zu Polen, und die angestammte Bevölkerung wurde vertrieben.
Heute gehört Kłodzino zur Landgemeinde Rąbino im Powiat Świdwiński.

## Kirche
In Klötzin stand die zweitälteste und wohl schönste Fachwerkkirche des Kreises. Sie war 1588 erbaut worden, wurde nach 1945 jedoch abgerissen.
Bis zum Zweiten Weltkrieg war Klötzin (mit Dolgenow) eine eigene Kirchengemeinde und als solche Tochtergemeinde im Kirchspiel Nelep (Nielep). Damit war es dem Kirchenkreis Schivelbein in der Kirchenprovinz Pommern der Evangelischen Kirche der Altpreußischen Union zugeordnet. Das Kirchenpatronat für Klötzin oblag dem Rittergutsbesitzer Ponath. Letzter für das Kirchspiel zuständige deutscher Pfarrer war Georg Rößler in Nelep.
Heute gehört Kłodzino zur Parafia (Parochie) Koszalin (Köslin) der Kościół Ewangelicko-Augsburski (Luterański) w Polsce (Evangelisch-Augsburgische Kirche in Polen). Kirchort ist Świdwin.

## Schule
Das bis 1945 benutzte, neuerbaute Schulhaus lag am Weg nach Neuhof (Trzebiec) und Podewils (Podwilcze). Es war über die Gemeindegrenzen hinaus bekannt für seine bedeutsame Käfer- und Raupensammlung.

## Persönlichkeiten
Der Landrat des Landkreises Belgard (Persante), Walter Braun, weilte gerne als Jagdgast in dieser Gegend und wurde auf eigenen Wunsch nach seinem Tode 1933 auf dem Friedhof zu Klötzin beigesetzt.

## Sehenswürdigkeiten
Als besonders sehenswert gelten die Ruinen der Klötziner Dorfkirche aus dem 16. Jahrhundert, außerdem die alte Parkanlage aus dem 20. Jahrhundert.